# Oakley (Utah)
Oakley je město v okresu Summit County ve státě Utah ve Spojených státech amerických. K roku 2000 zde žilo 948 obyvatel. S celkovou rozlohou 16,3 km² byla hustota zalidnění 58,1 obyvatel na km².